# イギリス手話

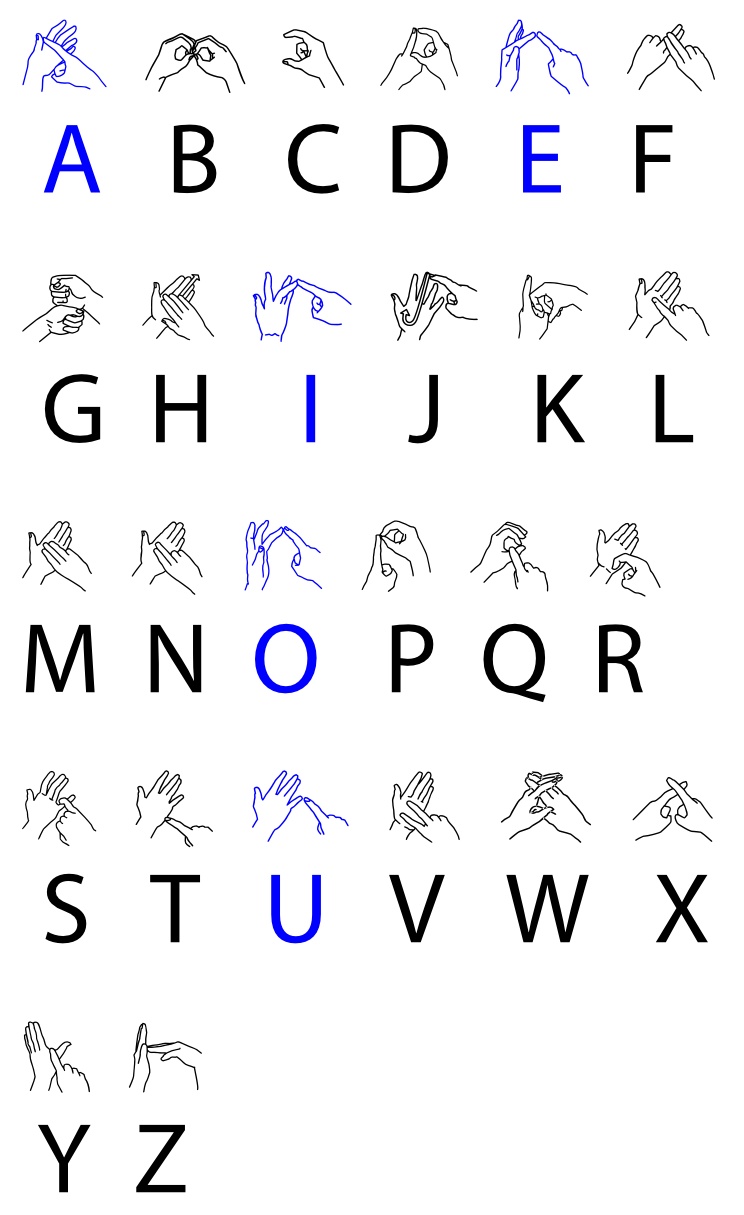
イギリス手話のアルファベット

イギリス手話 (British Sign Language, BSL) とは、イギリスで使用される手話である。
イギリス手話を第一言語または好みの手話として使用するのはイギリスの約125,000人の大人と約20,000人の子供のろう者である。
2011年にイングランドとウェールズの15,000人が主要言語としてイギリス手話を使用していると報告した。
イギリス手話は空間を使用し、手、体、頭の動きを伴う。ろう者ではない何千人もの人々が、ろう者の親族として、また手話の翻訳者として、あるいはろう者コミュニティーとの接触のために、BSLを使用している。